# Nowy Młyn (Skarżysko-Kamienna)
Nowy Młyn – część miasta Skarżysko-Kamienna w  powiecie skarżyskim w województwie świętokrzyskim.
Leży nad rzeką Kamienną, na końcu ulicy Łyżwy, na osiedlu administracyjnym Łyżwy.
Jest to najdalej na wschód wysunięta część miasta.
Dawniej Nowy Młyn stanowił część wsi Grzybowa Góra. 15 marca 1984 Nowy Młyn odłączono od Grzybowej Góry w gminie Mirzec, włączając go do Skarżyska-Kamiennej.